# Piroman (wieś)
Piroman (cyr. Пироман) – wieś w Serbii, w mieście Belgrad, w gminie miejskiej Obrenovac. W 2011 roku liczyła 908 mieszkańców.